# Zostera capensis
Zostera capensis, vrsta voge ili sviline, vodena trajnica iz porodice vogovki raširena uz afričke obale Atlantskog i Indijskog oceana.
Opisao ju je Setchell 1933.

## Sinonimi
- Nanozostera capensis (Setch.) Toml. & Posl.